# Cyclisme aux Jeux olympiques de la jeunesse de 2014
Navigation
Édition précédente Édition suivante
Les épreuves de cyclisme aux Jeux olympiques de la jeunesse d'été de 2014 ont lieu au Stade du Centre sportif olympique de Nankin et au Laoshan National Forest Park de Nankin, en Chine, du 17 au 24 août 2014.

## Format
Pour les épreuves de cyclisme Jeux olympiques de la jeunesse d'été, les coureurs sont par équipes de deux et concurrent ensemble. Dans les deux épreuves par équipes, pour les garçons et les filles, chacun des deux membres de l'équipe doit courir deux des courses suivantes, mais un seul membre par équipe participe à l'épreuve : BMX, cross-country VTT, cross-country eliminator et contre-la-montre. Les deux coureurs doivent courir la course en ligne sur route.
Pour l'épreuve du relais mixte par équipes, chaque équipe est composée de quatre athlètes : deux filles juniors et deux garçons juniors.
Le relais mixte par équipes comprend une course cross-country eliminator (courue par un garçon et une fille par équipe) et une course en ligne (pour les deux membres restant de l'équipe). Pour les CNO qui n'ont qualifié que deux hommes ou deux femmes pour ces Jeux, un tirage au sort est effectué pour former des équipes combinées.
Pour participer, les athlètes doivent être nés entre le 1er janvier 1996 et 31 décembre 1997.

## Qualification
Chaque CNO peut engager un maximum de 2 équipes de deux athlètes, 1 par sexe,,
| Critères     | Disciplines   | Total places | Qualifiés                                                          |
| ------------ | ------------- | ------------ | ------------------------------------------------------------------ |
| Organisateur | -             | 0            | Chine                                                              |
| Critère 1    | Route/VTT/BMX | 7            | Belgique Colombie Danemark Équateur Italie Pays-Bas Afrique du Sud |
| Critère 2    | Route/VTT     | 7            | Autriche Hongrie Kazakhstan Pologne Portugal Slovénie Ukraine      |
| Critère 2    | VTT/BMX       | 5            | Argentine Brésil Tchéquie Japon Mexique                            |
| Critère 2    | Route/BMX     | 0            |                                                                    |
| Critère 3.1  | Route         | 0            |                                                                    |
| Critère 3.1  | VTT           | 1            | Serbie                                                             |
| Critère 3.1  | BMX           | 0            |                                                                    |
| Critère 3.2  | Route         | 7            | Albanie Algérie Biélorussie Égypte Grèce Guatemala Maroc           |
| Critère 3.2  | VTT           | 3            | Lesotho Macédoine du Nord Namibie                                  |
| Invitation   | -             | 2            | Belize Érythrée                                                    |
| TOTAL        |               | 32           |                                                                    |

| Critères     | Disciplines   | Total places | Qualifiées                                                              |
| ------------ | ------------- | ------------ | ----------------------------------------------------------------------- |
| Organisateur | -             | 1            | Chine                                                                   |
| Critère 1    | Route/VTT/BMX | 2            | Mexique Pays-Bas                                                        |
| Critère 2    | Route/VTT     | 8            | Colombie Tchéquie Italie Lituanie Pologne Serbie Afrique du Sud Ukraine |
| Critère 2    | VTT/BMX       | 0            |                                                                         |
| Critère 2    | Route/BMX     | 0            |                                                                         |
| Critère 3.1  | Route         | 3            | Belgique Danemark Japon                                                 |
| Critère 3.1  | VTT           | 2            | Argentine Autriche                                                      |
| Critère 3.1  | BMX           | 2            | Brésil Équateur                                                         |
| Critère 3.2  | Route         | 4            | Biélorussie Estonie Slovaquie Espagne                                   |
| Critère 3.2  | VTT           | 1            | Maurice                                                                 |
| Critère 3.2  | BMX           | 2            | Bolivie Venezuela                                                       |
| Critère 3.3  | Route         | 6            | Algérie Guatemala Hongrie Kazakhstan Portugal Slovénie                  |
| Invitation   | -             | 1            | Rwanda                                                                  |
| TOTAL        |               | 32           |                                                                         |

## Programme
Le programme est le suivant :
Les horaires sont ceux de Chine (UTC+8)
| Date    | Jour     | Début | Compétition              |
| ------- | -------- | ----- | ------------------------ |
| 17 août | Dimanche | 09:00 | Cross-country eliminator |
| 18 août | Lundi    | 09:00 | Contre-la-montre         |
| 19 août | Mardi    | 09:00 | Séries BMX               |
| 19 août | Mardi    | 15:00 | Finales BMX              |
| 20 août | Mercredi | 09:00 | Cross-country filles     |
| 20 août | Mercredi | 10:30 | Cross-country garçons    |
| 22 août | Vendredi | 08:30 | Course sur route filles  |
| 22 août | Vendredi | 10:30 | Course sur route garçons |
| 24 août | Dimanche | 09:00 | Relais par équipes mixte |

## Compétitions
| Compétition              | Or                                                                | Argent                                                             | Bronze                                                                   |
| ------------------------ | ----------------------------------------------------------------- | ------------------------------------------------------------------ | ------------------------------------------------------------------------ |
| Garçons par équipes      | Colombie Brandon Rivera Jhon Anderson Rodríguez                   | Danemark Mikkel Honoré Rasmus Nielsen Salling                      | Pays-Bas Niek Kimmann Wiebe Scholten                                     |
| Filles par équipes       | Italie Sofia Beggin Chiara Teocchi                                | Tchéquie Nikola Noskova Barbora Průdková                           | Danemark Anna Kjaergaard Madsen Pernille Mathiesen                       |
| Relais par équipes mixte | Tchéquie Barbora Průdková Jan Rajchart Roman Lehký Nikola Noskova | Italie Chiara Teocchi Federico Mandelli Manuel Todaro Sofia Beggin | Ukraine Darya Tkachova Vladyslav Nizitskyi Rinat Udod Anzhelika Teterych |

## Tableau des médailles
| Rang  | Nation   | Or | Argent | Bronze | Total |
| ----- | -------- | -- | ------ | ------ | ----- |
| 1     | Italie   | 1  | 1      | 0      | 2     |
| 1     | Tchéquie | 1  | 1      | 0      | 2     |
| 3     | Colombie | 1  | 0      | 0      | 1     |
| 4     | Danemark | 0  | 1      | 1      | 2     |
| 5     | Pays-Bas | 0  | 0      | 1      | 1     |
| 5     | Ukraine  | 0  | 0      | 1      | 1     |
| Total | Total    | 3  | 3      | 3      | 9     |